# Barasat
Ne doit pas être confondu avec Barassat.
Barasat (/ bɑːrəˌsʌt / ; en bengali : বারাসাত) est une ville de la banlieue de Calcutta, au Bengale-Occidental (Inde), et qui est le siège du district de North 24 Parganas. 
Barasat est incluse dans la zone couverte par la Kolkata Metropolitan Development Authority et est un nœud important de lignes de chemin de fer et un point de jonction de routes, dont la AH1.